# بريان سوتون
بريان سوتون (بالإنجليزية: Bryan Sutton)‏ هو عازف بانجو وكاتب أغاني أمريكي، ولد في 1973 في آشفيل في الولايات المتحدة.

## وصلات خارجية
- بريان سوتون على موقع IMDb (الإنجليزية)
- بريان سوتون على موقع ميوزك برينز (الإنجليزية)
- بريان سوتون على موقع ديسكوغز (الإنجليزية)